# Emanuela Da Ros
Emanuela Da Ros (Vittorio Veneto, 24 dicembre 1959) è una giornalista e scrittrice italiana, specializzata in libri per ragazzi.

## Biografia
Dopo il conseguimento della laurea in Storia dell'Arte bizantina presso l'Università di Padova, Emanuela Da Ros si dedica all'insegnamento (è docente di Italiano e Storia presso una scuola superiore di Vittorio Veneto) e contemporaneamente al giornalismo (dal 1997 è iscritta all'Albo dei Giornalisti del Veneto).
Il suo esordio nel mondo della letteratura per ragazzi avviene nel 2000 quando, a Bologna, nell'ambito della Fiera internazionale del Libro per Ragazzi, vince il premio Pippi Calzelunghe nella sezione inediti (Domenica Luciani si aggiudica il premio per la sezione editi).
L'anno successivo Feltrinelli pubblica Il giornalino Larry, tradotto in Germania da Dressler Verlag nel 2004.
Con La storia di Marinella. Una bambina del Vajont, Feltrinelli Kids, 2015, ha vinto il Premio Selezione Sceglilibro 2016 e il Premio Selezione Bancarellino 2016. Il libro è stato inserito nel The White Ravens 2016 della Internationale Jugendbibliothek.
Con Bulle da morire, Feltrinelli Up, 2017, ha vinto il Premio Gigante delle Langhe 2019, nella Sezione 11-14 anni.
Nel 2020 con Chi li ha visti? vince il Premio Anguissola. Il volume sarà pubblicato da Il Battello a Vapore nel 2021 nella collana Giallo e nero.
E' direttrice del periodico il Quindicinale e del quotidiano online oggitreviso.it.

## Opere
- Poste e risposte, Giunti e Poste Italiane, 2000
- Il giornalino Larry, Feltrinelli, 2001, tradotto in tedesco e pubblicato da Cecilie Dressler Verlag di Amburgo nel 2004.
- I love school, Edizioni EL, 2002
- Lui è bellissimo!, Edizioni EL, 2004, tradotto in greco e pubblicato da Kedros di Atene nel 2006; tradotto in tedesco e pubblicato da Baumhaus Verlag di Francoforte sul Meno nel 2007 e sempre nello stesso anno tradotto in coreano e pubblicato da Joongang publishing
- Un cuoco da ragazzi, De Bastiani, 2005 scritto in collaborazione con Armando Zanotto.
- Io voglio, Feltrinelli, 2007.
- Avventure in cucina, Nuove Edizioni Romane, 2008.
- Ma Babbo Natale non ce l'ha il cellulare?, Nuove Edizioni Romane, 2009.
- Se, Edizioni EL, 2011.
- Odio la matematica!, Nuove Edizioni Romane, 2011.
- Io faccio quello che voglio!, Gribaudo, 2012.
- Freya Stark. La sfida del viaggio, in edibus, 2014.
- Armanda, Elvis e gli altri, Sinnos, 2015.
- L'inventore dei coriandoli, De Bastiani, 2016.
- La storia di Marinella. Una bambina del Vajont, Feltrinelli Kids, 2015.
- Odio la matematica!, Parapiglia, 2016.
- Bulle da morire, Feltrinelli Up, 2017.
- Odio la grammatica, Parapiglia 2018.
- Professione Scrittore, 21 autori per ragazzi si raccontano (AA.VV.), Mezzelane, 2018.
- Il club delle gazze ladre, Feltrinelli Up, 2019.
- Noi siamo il futuro (AA.VV.), Raffaello, 2019.
- Io faccio quello che voglio!, Feltrinelli Kids 2019.
- Arambì, Insieme per dare una mano alla Terra (AA.VV.), Feltrinelli Kids 2019.
- Il numero di telefono di Babbo Natale, Parapiglia 2019.
- Penka, la mucca clandestina, Feltrinelli Kids, 2020.
- Dalla parte dei bambini. Il libro sui diritti dell’infanzia e dell’adolescenza. Piemme - Il Battello a Vapore con UNICEF Italia e Icwa 2020
- Chi li ha visti?, Piemme - Il Battello a Vapore, Giallo e nero 2021
- La cercatrice di parole, Feltrinelli Up 2021
- È Natale anche se...24 storie per arrivare a Natale (AA.VV), Storybox 2021
- Storie incredibili per bambini pronti all'avventura, Feltrinelli Kids 2022
- Bufalino, Parapiglia 2023
- Non l’ho fatto apposta, Raffaello 2024
- TokTok Selvaggia, Giunti 2024
- Come ti rapisco il nonno, Feltrinelli Junior 2024
- La scacchiera di Morci, Tralerighe editore 2024

Per De Bastiani Editore ha curato i testi di alcuni libri fotografici.